# Abdullah al-Száni
Abdullah al-Száni arabul عبد الله الثني angol átírásban: Abdullah al-Thani) (1954. január 7. –) líbiai politikus, 2014. március 11-től miniszterelnök. Kezdetben ügyvezetőként állt a kormány élén, miután az Általános Nemzeti Kongresszus menesztette Ali Zejdán miniszterelnököt. Al-száni védelmi miniszter volt Zejdán kormányában.
2015 májusában túlélt egy merényletet Tobrukban. Ugyanazon év augusztusában felajánlotta a lemondását, de hivatalban maradt.

## Fordítás
- Ez a szócikk részben vagy egészben  az   Abdullah al-Thani című angol Wikipédia-szócikk ezen változatának fordításán alapul.  Az eredeti cikk szerkesztőit annak laptörténete sorolja fel. Ez a jelzés csupán a megfogalmazás eredetét és a szerzői jogokat jelzi, nem szolgál a cikkben szereplő információk forrásmegjelöléseként.